# 黃帶窄額魨
黃帶窄額魨（学名：Torquigener brevipinnis），又名氣規、規仔，为輻鰭魚綱魨形目四齒魨亞目四齒魨科窄額魨屬下的一个种，分布於印度西太平洋區，包括印尼、巴布亞紐幾內亞、澳洲西北部、新喀里多尼亞等海域，棲息深度20-100公尺，體長可達10公分，棲息在沿岸沙底質斜坡，生活習性不明，具有毒性。